# Bashahr
Bashahr fou un estat tributari protegit de l'Índia a la província britànica del Panjab avui a Himachal Pradesh. Estava regat pel riu Sutlej. La superfície era de 8.907km² i la capital era Sarahan. La població el 1901 era de 80.582 habitants repartits en 70 pobles. Era el més gran dels 298 estats de les muntanyes de Simla. Els sobirans, d'origen rajput, tenien el títol de rana fins al 1803 i després del 1815 el de raja. Tenien dret a salutació de nou canonades.
Fou ocupat pels gurkhes de Nepal del 1803 al 1815. El 1815 els britànics van confirmar al sobirà local mitjançant un sanad de 6 de novembre de 1815, perdent, però, Rawain que fou transferit a Keunthal, a canvi d'un pagament de 22500 rúpies (1500 lliures) a l'any, tribut que fou reduït el 1847 a 5.910 rúpies a canvi de l'abolició dels drets de pas. El sobirà Shamsher Sing va abdicar el 1887 a favor del seu únic fill Raghunath Singh; els britànics van assolir l'administració el febrer de 1898 a la mort d'aquest; el 1906 hi va haver una revolta contra una nova taxa, que fou reprimida. Shamsher va morir el 5 d'agost de 1914 i el seu fill il·legítim Padam Singh, proclamat successor, fou reconegut com a raja el 30 de novembre de 1917 i va morir l'abril de 1947. Els tres fills grans l'havien premort i va pujar al tron el quart, Virbhadra Singh, de 13 anys, darrer sobirà abans de la definitiva incorporació a l'Índia.

## Llista de sobirans
- Râna
  - segle XVII : Chatar Singh (110è sobirà)
  - Segle xvii : Xxxx Singh (111è)
  - Segle xvii : Kalyan Singh (112è)
  - Segle xvii : Kehri Singh (113è)
  - fins a 1708 : Vijay Singh (114è)
  - 1708 - 1725 : Udai Singh (115è)
  - 1725 - 1761 : Ram Singh
  - 1761 - 1785 : Udar Singh
  - 1785 - 1803 : Ugar Singh
  - 1803 - 1815 : Ocupació dels gurkhes
- Râja
  - 1815 - 1850 : Mahendra Singh
  - 1850 - 1887 : Shamsher Singh (fill)
  - 1887 - 1898 : Raghunath Singh (fill)
  - 1898 - 1914 : Shamsher Singh (segona vegada)
  - 1914 - 1947 : Padam Singh
  - 1947 - 1950 : Virbhadra Singh